# Equinodèrids
Els equinodèrids (Echinoderidae) són una familia de cinorrincs de l'ordre dels cicloràgids.

## Gèneres
- Cephalorhyncha, Adriànov i Malàkhov, 1999.[1]
- Echinoderes, Clarapède, 1863.[2]
- Fissuroderes, Neuhaus & Blasche, 2006.[3]
- Meristoderes, Herranz, Thormar, Benito, Sánchez i Pardos, 2012.[4]
- Polacanthoderes, Sørensen, 2008.[5]